# Daniel Edelcreutz
Daniel Edelcreutz, före adlandet 1808 Ahlberg, född 15 juni 1761 i Åby församling i Kalmar län, död 6 oktober 1828 i Klara församling i Stockholm, var en svensk friherre och ämbetsman.

## Biografi
Edelcreutz var son till prosten Georg Ahlberg och Brita Lindevall samt dotterson till provinsialläkaren i Blekinge Daniel Lindevall. Han gifte sig med Jacobina Elisabeth Petersson, död 1813, som var dotter till grosshandlaren i Göteborg Peter Pettersson och Charlotta Hoving.
Edelcreutz blev auskultant i Svea hovrätt 17 maj 1781 och vid Stockholms rådhus- och kämnärsrätter 22 januari 1783. Han blev extra notarie vid Norrmalms västra kämnärsrätt 10 oktober 1783 och auskultant i överståthållarämbetet för polisärenden 14 januari 1786, vice notarie i rådhusrätten 22 november samma år och konstituerad överauditör och justitiarie vid generalkrigsrätten under fälttåget i Finland 5 juni 1788. Den 5 juni 1788 blev han häradshövding i Bjäre, Norra och Södra Åsbo häraders domsaga i Skåne och var vice sekreterare i bondeståndet vid riksdagen 1792. Han var ledamot av ståndets kanslidirektion 1792–1794 och var adjungerad ledamot av Göta hovrätt för tre månader 1 juli 1795. Han blev advokatfiskal i Svea hovrätt 30 april 1799 och lagman och tillförordnad polismästare i Stockholm 15 januari 1800, tillförordnad underståthållare 7 september 1802. Han utnämndes till landshövding i Stockholms län 20 december 1810 och tillförordnad överståthållare i Stockholm 15 december 1818.
Han blev ledamot av Patriotiska sällskapet 26 februari 1803, ledamot av kungliga passkommittén 3 november 1807, ledamot av krigskommittén 22 april 1808 och var fullmäktig i tullarrendesocieteten mellan 30 mars 1809 och 1814.
Edelcreutz blev riddare av Nordstjärneorden 1 mars 1805 och kommendör av samma orden 11 maj 1818. Han adlades 24 januari 1808 under namnet Edelcreutz, introducerades på nummer 2191 och upphöjdes till friherre 27 februari 1816 på nummer 361. Yngste sonen Johan Daniel slöt ätten 1874.